# 中国国民党黑龙江省党部
中国国民党黑龙江省党部是中国国民党在黑龙江省的省级组织，位于齐齐哈尔。

## 历史
| 1923      | 联俄容共                   |
| 1924      | 第一次全国代表大会         |
| 1925–1926 |                            |
| 1927      | 清党                       |
| 1928      | 整理党务                   |
| 1928      | 北伐军占领齐齐哈尔         |
| 1929      | 成立黑龙江省党部           |
| 1930      |                            |
| 1931      | 召开黑龙江省第一次代表大会 |
| 1931      | 日军占领齐齐哈尔           |
| 1932–1944 |                            |
| 1945      | 日本投降                   |
| 1946      | 解放军占领齐齐哈尔         |

中国国民党第一次全国代表大会召开后，为贯彻《宣言》精神，东北三省党部召开党务工作会议，决定在东北三省分别建立党部。黑龙江省党部筹备委员会随后成立。1929年末成立党务指导委员会。1931年4月8日，召开黑龙江省党部成立大会，吴焕章任书记长。
1931年11月9日，侵华日军占领省党部办公场所，将其用作齐齐哈尔日本宪兵队的办公地址，省党部退至海伦及黑河办公，成员分散行动。1933年，党部成员王宪章任东北反满抗日协会理事，负责齐齐哈尔及各县的抗日活动。
1932年，东北各省市党务执行委员会办事处（简称东北党务办事处）于北平成立，负责黑龙江省在内的东北各省党务工作；1935年迁至南京。1943年，五届十中全会决定撤销东北党务办事处，分设三省党部，蕭達三任黑龍江省黨部主任委員，关大成任书记长。1944年3月12日，日本軍警对国民党东北各省组织进行大规模搜捕，蕭達三被滿洲國判处死刑。5月，中央决定将东北三省党部合并，由羅大愚负责。日本投降后，1945年9月，肖达三重组省党部，1946年4月，齐齐哈尔被东北民主联军占领，省党部解体，工作人员潜逃。